# Stadio Re Willem II
Lo stadio Re Willem II è uno stadio calcistico situato nella città di Tilburg, nei Paesi Bassi. Può contenere 14.750 spettatori e ospita le partite interne del Willem II.
Il re da cui prende il nome lo stadio è Guglielmo II dei Paesi Bassi.
Tutti i posti allo stadio sono coperti. Il campo di gioco dotato di riscaldamento in modo tale che il terreno di gioco è sempre in condizioni ottimali.
Lo stadio nella sua forma attuale è stato ufficialmente inaugurato il 31 maggio 1995.
Il Willem II ha giocato in precedenza le partite casalinghe al Comunale Sportpark. Nel 1992 fu avviata la demolizione dello stadio e nel 1995 avvenne il completamento dello stadio del Willem II.
Nel 2000 l'edificio principale dello stadio venne ristrutturato in base alle tendenze nel mondo del calcio. L'edificio ristrutturato è ora composto da 16 camere, da un ristorante, una sala conferenze, un centro commerciale, un negozio del club e di un bar.
I tifosi del Willem II sono nel settore A, B e C, meglio conosciuto come King Side.